# Bonifacio IV del Monferrato
Bonifacio IV Paleologo (21 dicembre 1512 – 6 giugno 1530) fu marchese del Monferrato.
Era figlio di Guglielmo IX e di Anna d'Alençon.

## Biografia
| Sezzino                                       | Sezzino                        |
| --------------------------------------------- | ------------------------------ |
|                                               |                                |
| BONIFACIVS MAR MONTIS FERA                    | PRINC VICARIVS PP SACRI RO IMP |
| (1518-1530), Bonifacio IV Paleologo - Sezzino |                                |

Bonifacio IV è il penultimo marchese del Monferrato appartenente alla dinastia Paleologa. 
Succeduto al padre Guglielmo IX, Bonifacio rimane per anni sotto la tutela della madre Anna d'Alençon e dello zio Giangiorgio Paleologo. Nel 1519 riceve la fedeltà dei figli di Oddone di Incisa, eredi dell'omonimo marchesato, che così si sottomettono ai Monferrato.
Bonifacio viene introdotto nelle complesse vicende italiane del periodo mentre il Monferrato viene invaso dagli sforzeschi, che contestano l'orientamento filo-francese della corte di Casale. Bonifacio IV è anche presente alla firma della pace di Cambrai.
Negli anni seguenti la politica monferrina diventa via via più filo-imperiale, al punto che Carlo V d'Asburgo lo vorrà più volte al suo seguito.
Nel 1517 Guglielmo IX concede in moglie a Federico II Gonzaga la giovane figlia Maria, sorella di Bonifacio, matrimonio che sarà poi però contestato dal Gonzaga, riuscendo, tramite la mediazione di papa Clemente VII, a procedere al suo annullamento.
Bonifacio IV morì nel 1530 in seguito ad una caduta da cavallo al Ronzone, sobborgo di Casale Monferrato, senza lasciare figli.

## Ascendenza
|                              |                       |                          | Genitori                 |  |  | Nonni |  |  | Bisnonni                        |  |  | Trisnonni                 |  |
|                              |                       |                          |                          |  |  |       |  |  | Giovanni Giacomo del Monferrato |  |  | Teodoro II del Monferrato |  |
|                              |                       |                          |                          |  |  |       |  |  | Giovanni Giacomo del Monferrato |  |  | Teodoro II del Monferrato |  |
|                              |                       | Giovanna di Bar          |                          |  |  |       |  |  | Giovanni Giacomo del Monferrato |  |  |                           |  |
| Bonifacio III del Monferrato |                       |                          |                          |  |  |       |  |  | Giovanni Giacomo del Monferrato |  |  |                           |  |
|                              |                       | Giovanna di Savoia       | Amedeo VII di Savoia     |  |  |       |  |  |                                 |  |  |                           |  |
|                              |                       | Giovanna di Savoia       | Amedeo VII di Savoia     |  |  |       |  |  |                                 |  |  |                           |  |
|                              |                       | Giovanna di Savoia       | Bona di Berry            |  |  |       |  |  |                                 |  |  |                           |  |
| Guglielmo IX del Monferrato  |                       | Giovanna di Savoia       |                          |  |  |       |  |  |                                 |  |  |                           |  |
|                              |                       | Stefan III Branković     | Đurađ Branković          |  |  |       |  |  |                                 |  |  |                           |  |
|                              |                       | Stefan III Branković     | Đurađ Branković          |  |  |       |  |  |                                 |  |  |                           |  |
|                              |                       | Stefan III Branković     | Eirini Kantakuzina       |  |  |       |  |  |                                 |  |  |                           |  |
| Maria Branković              |                       | Stefan III Branković     |                          |  |  |       |  |  |                                 |  |  |                           |  |
|                              |                       | Angelina Arianit Komneni | Giorgio Arianiti         |  |  |       |  |  |                                 |  |  |                           |  |
|                              |                       | Angelina Arianit Komneni | Giorgio Arianiti         |  |  |       |  |  |                                 |  |  |                           |  |
|                              |                       | Angelina Arianit Komneni | …                        |  |  |       |  |  |                                 |  |  |                           |  |
| Bonifacio IV                 |                       | Angelina Arianit Komneni |                          |  |  |       |  |  |                                 |  |  |                           |  |
|                              | Giovanni II d'Alençon | Giovanni I d'Alençon     |                          |  |  |       |  |  |                                 |  |  |                           |  |
|                              | Giovanni II d'Alençon | Giovanni I d'Alençon     |                          |  |  |       |  |  |                                 |  |  |                           |  |
|                              | Giovanni II d'Alençon | Maria di Bretagna        |                          |  |  |       |  |  |                                 |  |  |                           |  |
| Renato d'Alençon             | Giovanni II d'Alençon |                          |                          |  |  |       |  |  |                                 |  |  |                           |  |
|                              |                       | Maria d'Armagnac         | Giovanni IV d'Armagnac   |  |  |       |  |  |                                 |  |  |                           |  |
|                              |                       | Maria d'Armagnac         | Giovanni IV d'Armagnac   |  |  |       |  |  |                                 |  |  |                           |  |
|                              |                       | Maria d'Armagnac         | Isabella di Navarra      |  |  |       |  |  |                                 |  |  |                           |  |
| Anna d'Alençon               |                       | Maria d'Armagnac         |                          |  |  |       |  |  |                                 |  |  |                           |  |
|                              |                       | Federico II di Vaudémont | Federico II di Vaudémont |  |  |       |  |  |                                 |  |  |                           |  |
|                              |                       | Federico II di Vaudémont | Federico II di Vaudémont |  |  |       |  |  |                                 |  |  |                           |  |
|                              |                       | Federico II di Vaudémont | Maria d'Harcourt         |  |  |       |  |  |                                 |  |  |                           |  |
| Margherita di Lorena         |                       | Federico II di Vaudémont |                          |  |  |       |  |  |                                 |  |  |                           |  |
|                              |                       | Iolanda d'Angiò          | Renato d'Angiò           |  |  |       |  |  |                                 |  |  |                           |  |
|                              |                       | Iolanda d'Angiò          | Renato d'Angiò           |  |  |       |  |  |                                 |  |  |                           |  |
|                              |                       | Iolanda d'Angiò          | Isabella di Lorena       |  |  |       |  |  |                                 |  |  |                           |  |
|                              |                       | Iolanda d'Angiò          |                          |  |  |       |  |  |                                 |  |  |                           |  |